# Sztrimba
Sztrimba románul: Livada, falu Romániában, Erdélyben, Hunyad megyében.

## Fekvése
Nagyhalmágytól délkeletre fekvő település.

## Története
Sztrimba egykor Zaránd vármegyéhez tartozott. Nevét az oklevelek 1760-1762 között említették először Sztrimba néven.
A trianoni békeszerződés előtt Hunyad vármegye Körösbányai járásához tartozott.
1910-ben 379 görög keleti ortodox lakosa volt.